# Минимальный размер оплаты труда в Люксембурге
Минимальный размер оплаты труда в Люксембурге - это самая низкая ежемесячная и почасовая оплата труда, что работодатели по закону имеют права выплачивать своим работникам в Люксембурге.
В Кодексе труда Люксембурга в статье L.222-1 говорится, что каждый работник, обладающий физическими и интеллектуальными способностями, имеет право на социальную минимальную заработную плату. Для установления социальной минимальной заработной платы рассматриваются два основных критерия, а именно возраст работника и его квалификация. Социальная минимальная заработная плата также часто используется в качестве основы для расчета других социальных и налоговых выплат, а также системы социального обеспечения. Обеспечение минимальных и максимальных выплат для здравоохранения и т. д. На 2017 год минимальный размер оплаты труда для лиц старше 18 лет без квалификации составил €1998.59 в месяц и €11.55 в час. По состоянию на 2020 год месячный минимальный размер оплаты труда в Люксембурге (€2142) второй самый высокий в мире действующий на всей территории страны, после австралийского (€2180). Самый высокий в мире минимальный размер оплаты труда установлен с 1 ноября 2020 года в кантоне Женева (23 франка (€21,30) в час или 4086 франков (€3785,47) в месяц).
С 1 августа 2018 года минимальный размер оплаты трудa в Люксембурге составляет €2048.54 (брутто), и €1722 (нетто). Почасовая ставка составляет €11.84. С 1 января 2019 года минимальный размер оплаты трудa в Люксембурге составляет €2071.10 (брутто). Почасовая ставка составляет €11.97
В Люксембурге установлен специальный минимум для подростков и молодёжи, который меньше общего минимума. Для подростков от 15 до 17 лет ниже минимума для неквалифицированных рабочих на 25%, для 17–18-летних – на 20%.

## С 1 марта 2009 года
| Возраст                        | Процент | ИПЦ 100 € | В месяц € |
| ------------------------------ | ------- | --------- | --------- |
| От 15 до 17 лет                | 75 %    | 179,7075  | 1262,07   |
| От 17 до 18 лет                | 80 %    | 191,6880  | 1346,21   |
| Старше 18 лет без квалификации | 100 %   | 239,6100  | 1682,76   |
| Старше 18 лет с квалификацией  | 120 %   | 287,5320  | 2019,31   |